# Station Markocice
Station Markocice is een spoorwegstation in de Poolse plaats Bogatynia (Markocice).